# ザ・ハード (バンド)
ザ・ハード（The Herd）は、1960年代後半に活躍したイギリスのポップ・ロック・バンド。ピーター・フランプトンが在籍したことで知られる。

## 来歴
1965年、サウスロンドンで結成。1965年から1966年にパーロフォンレーベルから3枚のシングルをリリースするが特に話題にならずメンバー3人が相次いで脱退。1966年に当時16歳のピーター・フランプトンが参加した後のマーキークラブでのライブで、ソングライターチームのハワード＝ブレイクリー（Ken Howard & Alan Blaikley）に認められ、フォンタナ・レコードと契約。1967年、再デビューといえる4枚目のシングル「I Can Fly」はチャートインしなかったが、続くシングルは3枚続けてヒット。しかしアンディ・ボウンとフランプトン作によるオリジナル曲「サンシャイン・コテージ」がヒットせず、ドラマーのアンドリュー・スティールが脱退。また、かねてからティーンエイジ向けアイドル扱いに不満だったフランプトンも脱退してしまう。残ったテイラー、ボウンは新加入のドラマー、ヘンリー・スピネッティと共に「The Game」をリリースするが1969年に解散した。

## メンバー
- テリー・クラーク (Terry Clark) - ボーカル、ギター (1965年-1966年)
- ゲイリー・テイラー (Gary Taylor) - ベース (1965年-1969年)
- アンディ・ボウン (Andy Bown) - キーボード、ベース (1965年-1969年) ※脱退後、ジューダス・ジャンプ／ステイタス・クォー
- ルイス・セナモ (Louis Cennamo) - ベース (1965年-1966年) ※脱退後、ルネッサンス／コロシアム／スティームハマー
- トニー・チャップマン (Tony Chapman) - ドラムス (1965年-1966年)
- ミック・アンダーウッド (Mick Underwood) - ドラムス (1966年) ※脱退後、エピソード・シックス／クォーターマス／ギラン
- ピーター・フランプトン (Peter Frampton) - ボーカル、ギター (1966年-1968年) ※脱退後、ハンブル・パイ
- アンドリュー・スティール (Andrew Steele) - ドラムス (1966年-1968年)
- ヘンリー・スピネッティ (Henry Spinetti) - ドラムス (1968年-1969年) ※脱退後、ジューダス・ジャンプ

## ディスコグラフィ

### スタジオ・アルバム
- 『二人だけの誓い』 - Paradise Lost (1968年、Fontana STL 5458) ※ドイツ盤タイトルは『Paradise and Underworld』。旧邦題『ザ・ハード・ファースト・アルバム』
- Lookin Thru You (1968年、Fontana 67579)

### コンピレーション・アルバム
- From The Underworld (1972年)
- 『ピーター・フランプトン/スーパースターの軌跡』 - All About The Herd (1977年)
  - 1976年に発表され大ヒットを記録した『フランプトン・カムズ・アライヴ!』を受けて発売。イギリスでのLPにシングル曲を加えた日本編集のアルバム。ジャケットには16歳のピーター・フランプトンの顔写真が使用され、バンドの写真は使われていない。
- The Herd Featuring Peter Frampton (1994年)
- From the Underworld: The Singles and More (1995年)
- I Can Fly: The Very Best of The Herd (1998年)
- Anthology (1998年)
- Paradise and Underworld (2000年)
- Underworld (2002年)
- The Complete Herd (2005年)
- Best of the Herd (2006年)

### シングル
- "Goodbye Baby Goodbye" b/w "Here Comes the Fool" (1965年5月、Parlophone R5284)
- "She Was Really Saying Something" b/w "It’s Been a Long Time Baby" (1965年10月、Parlophone R5353)
- "So Much in Love" b/w "This Boy’s Always Been True" (1966年2月、Parlophone R5413)
- "I Can Fly" b/w "Diary of a Narcissist" (1967年4月、Fontana TF819)
- "I Can Fly" b/w "Understand Me" (1967年、US Fontana 1588)
- 「夜明けを求めて / 可愛いいウィリアム」 - "From the Underworld" b/w "Sweet William" (1967年8月、Fontana TF856 & US Fontana 1602) ※全英チャート6位
- "Paradise Lost" b/w "Come on, Believe Me" (1967年12月、Fontana TF887 & US Fontana 1610) ※全英チャート15位
- "I Don’t Want Our Loving to Die" b/w "Our Fairy Tale" (1968年3月、Fontana TF925 & US Fontana 1618) ※全英チャート5位
- 「2人だけの誓い / アイ・キャン・フライ」 - "I Don’t Want Our Loving to Die" b/w "I Can Fly"（1968年6月25日）※オリコン79位
- 「サンシャイン・コテージ / ミス・ジョーンズ」 - "Sunshine Cottage" b/w "Miss Jones" (1968年10月、Fontana TF957)
- "The Game" b/w "Beauty Queen" (1969年5月、Fontana TF1011 & US Fontana 1646)
- "You’ve Got Me Hangin’ from Your Lovin’ Tree" b/w "I Don’t Wanna Go to Sleep Again" (1971年6月、B & C CB154)